# Felix Stephan

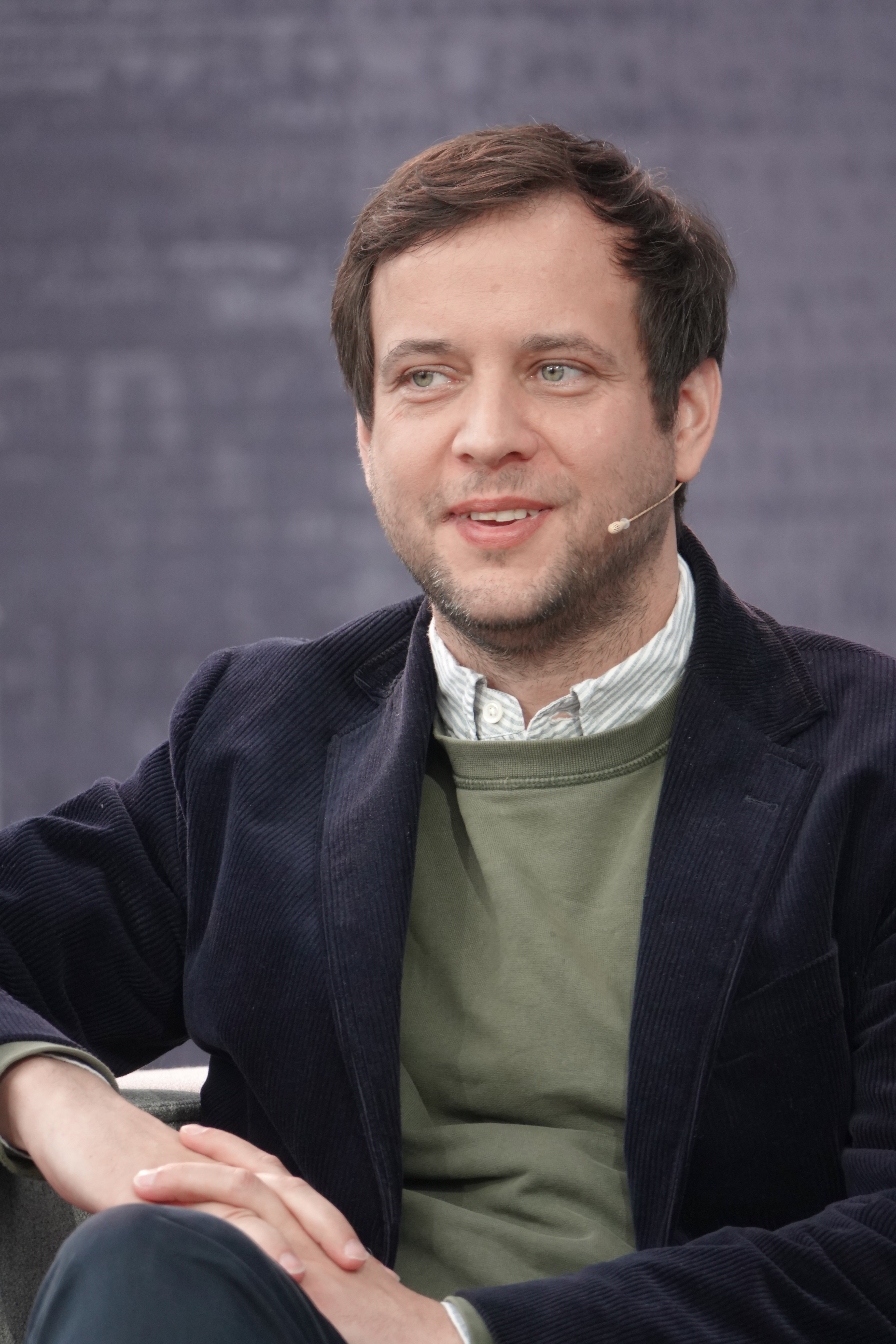
Felix Stephan (2023)

Felix Stephan (geboren 1983 in Ost-Berlin) ist ein deutscher Kulturjournalist und Schriftsteller.

## Leben
Felix Stephan studierte Journalismus und Literatur in Leipzig, Zürich und Hongkong. Seit 2011 lebt er als freier Autor in Berlin und ist bzw. war für die Süddeutsche Zeitung, Die Welt, Zeit Online (von 2015 bis 2017 als Kulturredakteur), Der Tagesspiegel und die Zeitschrift Monopol tätig. Seit 2018 ist er Redakteur im Feuilleton der Süddeutschen Zeitung. Stephan lebt in Berlin und im Elsass.

## Auszeichnungen
- 2003: Preisträger des Treffens Junger Autoren

## Werke
- Ach, Lorenz. Mitteldeutscher Verlag, Halle 2010, ISBN 978-3-89812-699-1.
- Slawa und seine Frauen. Droemer, München 2017, ISBN 978-3-426-27716-4.
- Die frühen Jahre. Roman. Berlin : Aufbau, 2023